# Liste chinesischer Militärbezirke

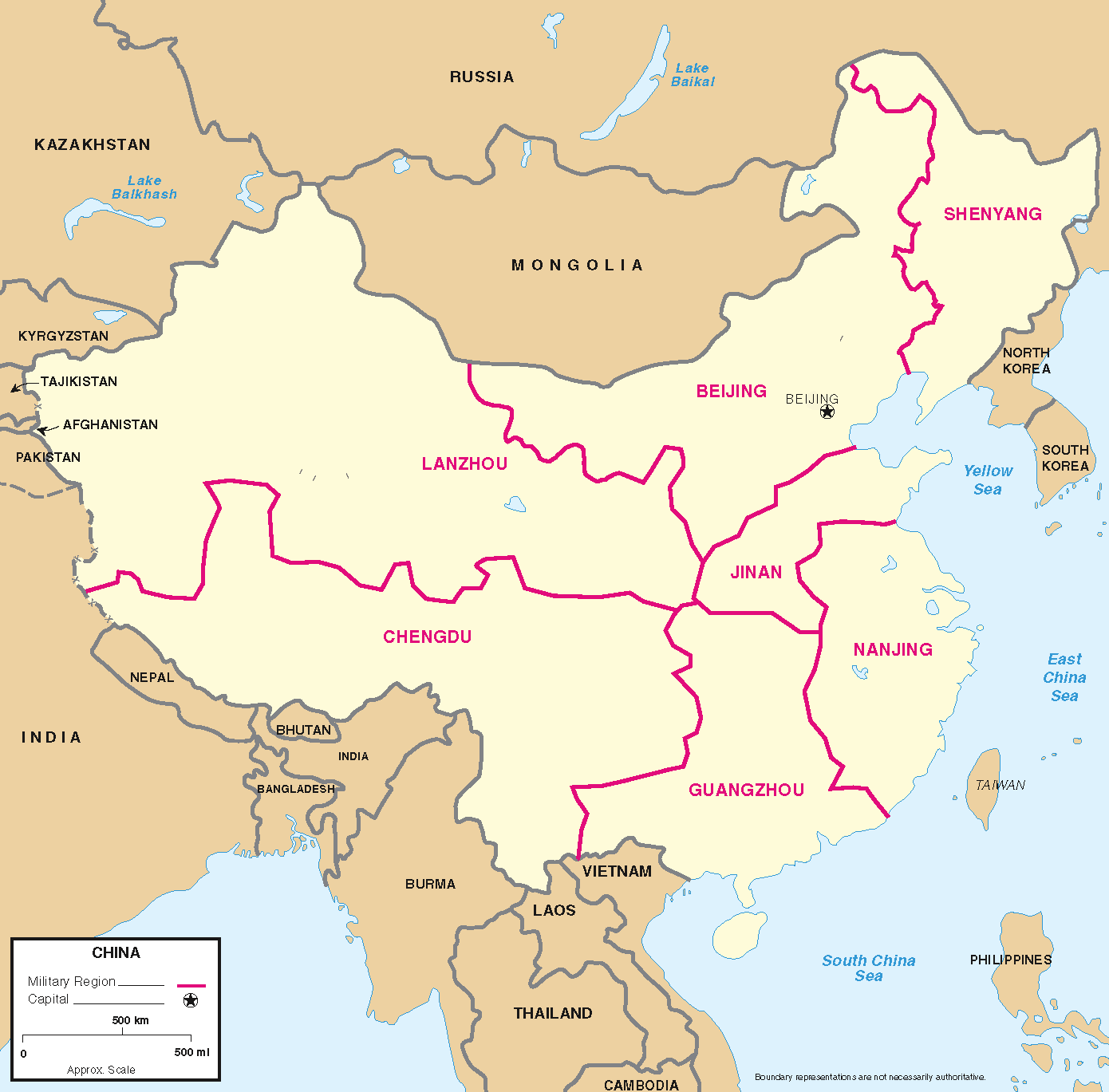
Militärbezirke (Karte)

Dies ist eine Liste der chinesischen Militärbezirke (chinesisch 軍區 / 军区, Pinyin Jūnqū), der bis zum 31. Dezember 2015 gültigen Militärbezirke der Volksrepublik China. Auf Anordnung von Xi Jinping, dem Vorsitzenden der Zentralen Militärkommission, wurden die 7 Militärbezirke mit Wirkung vom 1. Januar 2016 in  5 "Kriegszonen" (战区, Pinyin Zhànqū) zusammengefasst.

## Sieben Militärbezirke
Quelle:
- Militärbezirk Shenyang; Kommandeur: Chang Wanquan; Politkommissar: Jiang Futang
- Militärbezirk Beijing; Kommandeur: Zhu Qi; Politkommissar: Fu Tinggui
- Militärbezirk Lanzhou; Kommandeur: Li Qianyuan; Politkommissar: Yu Linxiang
- Militärbezirk Jinan; Kommandeur: Fan Changlong; Politkommissar: Liu Dongdong
- Militärbezirk Nanjing; Kommandeur: Zhu Wenquan; Politkommissar: Lei Mingqiu
- Militärbezirk Guangzhou; Kommandeur: Liu Zhenwu; Politkommissar: Yang Deqing
- Militärbezirk Chengdu; Kommandeur: Wang Jianmin; Politkommissar: Liu Shutian